# Amir Obhođaš
Amir Obhođaš (Brežice, 14. srpnja 1969.), hrvatski je povjesničar i arhivist, djelatnik Hrvatskog državnog arhiva.

## Životopis
Rodio se 1969. godine u Brežicama. Godine 1998. završio je dvopredmetni studij geografije i povijesti u Zagrebu. Nakon završenoga studija kratko je radio kao profesor povijesti u Srednjoj poljoprivrednoj školi u Zagrebu. Sudjelovao je u Domovinskome ratu kao pripadnik 144. brigade Hrvatske vojske. Godine 1999. zaposlio se u Hrvatskome državnom arhivu na mjestu arhivista u Središnjem fotolaboratoriju gdje je radio na poslovima sređivanja fotografskih zbirki i pripremi za mikrofilmiranje i digitalizaciju arhivskog gradiva. Načelnikom odsjeka Mikroteke i fototeke i zamjenikom pročelnika Središnjeg fotolaboratorija u Hrvatskome državnom arhivu imenovan je 2005. godine. Godine 2010. stekao je zvanje magistra znanosti iz humanističkih znanosti, polje povijest, na Filozofskome fakultetu Sveučilišta u Zagrebu, gdje je, 18. ožujka, obranio magistarski rad na temu Kopnene postrojbe NDH na Istočnom bojištu 1941. – 1943. godine. Pisao je za Vojnu povijest.

## Djela
- Croatian Legion: The 369th Reinforced (Croatian) Infantry Regiment on the Eastern Front, 1941-1943, Leaping Horseman Books, Sydney, 2010. (suautor Jason D. Mark)[6] (hrv. izd. Hrvatska legija: 369. pojačana pješačka pukovnija na Istočnom bojištu 1941. – 1943., Despot Infinitus d.o.o., Zagreb, 2012.)[7]
- Lako prevozni zdrug Hrvatske legije: u borbama od Une do Dona, kolovoz 1941.-prosinac 1942., Despot Infinitus d.o.o., Zagreb, 2012.[8]
- Ustaška vojnica 1: oružana sila Ustaškog pokreta u Nezavisnoj Državi Hrvatskoj 1941. – 1945.: (prva knjiga travanj 1941. - rujan 1943.), Despot Infinitus d.o.o., Zagreb, 2013. (suautori Zvonimir Despot, Bojan Dimitrijević i Mario Werhas)[9]
- Ustaška vojnica 2: oružana sila Ustaškog pokreta u Nezavisnoj Državi Hrvatskoj 1941. – 1945.: (druga knjiga rujan 1943. - svibanj 1945.), Despot Infinitus d.o.o., Zagreb, 2013. (suautori Zvonimir Despot, Bojan Dimitrijević i Mario Werhas)
- Ustaška vojnica: fotomonografija, Despot Infinitus, Zagreb, 2016. (izd. na njem. jeziku: Die Ustascha Miliz: Die Streitkräfte der Ustascha-Bewegung im Unabhängigen Staat Kroatien 1941-1945: Fotomonografie, Despot Infinitus, Zagreb, 2016., izd. na eng. jeziku: The Ustasha Army: The armed forces of the Ustasha movement in the Independent State of Croatia 1941-1945: Photo album, Despot Infinitus, Zagreb, 2016.)
- Vojne operacije u istočnoj Bosni – zima 1941./1942., Hrvatski državni arhiv, Zagreb, 2020.[10]
- Glava za zub: talijansko-četnička suradnja u NDH, Hrvatski državni arhiv, Zagreb, 2023.[11]

## Vanjske poveznice
- Vojna povijest: Amir Obhođaš
- (engl.) Obhodas, Amir and Jason D. Mark. Croatian Legion: The 369th Reinforced (Croatian) Infantry Regiment on the Eastern Front, 1941-1943. Sydney: Leaping Horseman Books, 2010.  Arhivirana inačica izvorne stranice od 14. rujna 2011. (Wayback Machine) Recenzija knjige na Stone & Stone books.